# 倫斯特公爵
倫斯特公爵（英語：Duke of Leinster）是愛爾蘭貴族爵位中僅有的兩個公爵之一，1766年基爾代爾伯爵詹姆斯·斐茲傑拉德受喬治三世晉升為公爵。

## 頭銜持有人
1. 第一代倫斯特公爵詹姆斯·斐茲傑拉德
2. 第二代倫斯特公爵威廉·斐茲傑拉德
3. 第三代倫斯特公爵奧古斯都·斐茲傑拉德（英语：Augustus FitzGerald, 3rd Duke of Leinster）
4. 第四代倫斯特公爵查爾斯·斐茲傑拉德（英语：Charles FitzGerald, 4th Duke of Leinster）
5. 第五代倫斯特公爵傑拉德·斐茲傑拉德（英语：Gerald FitzGerald, 5th Duke of Leinster）
6. 第六代倫斯特公爵莫里斯·斐茲傑拉德（英语：Maurice FitzGerald, 6th Duke of Leinster）
7. 第七代倫斯特公爵愛德華·斐茲傑拉德（英语：Edward FitzGerald, 7th Duke of Leinster）
8. 第八代倫斯特公爵傑拉德·斐茲傑拉德（英语：Gerald FitzGerald, 8th Duke of Leinster）
9. 第九代倫斯特公爵莫里斯·斐茲傑拉德（英语：Maurice FitzGerald, 9th Duke of Leinster）